# جوزيف بورنس (سياسي)
جوزيف بورنس (بالإنجليزية: Joseph Burns)‏ هو قاضي وسياسي أمريكي، ولد في 11 مارس 1800 في واينيسبورو في الولايات المتحدة، وتوفي في 12 مايو 1875 في كوشوكتون في الولايات المتحدة. نشط حزبياً في الحزب الديمقراطي. وقد انتخب عضو مجلس نواب أوهايو وانتخب عضو مجلس النواب الأمريكي.